# Chenemetneferhedjet III
Chenemetneferhedjet III was een oud-Egyptische koningin uit de 12e dynastie die, naar alle waarschijnlijkheid naast Amenemhet III in diens eerste bewindsjaren, heerste in het Middenrijk.

## Vondsten
De naam Chenemetneferhedjet is slechts van een albasten rituele vaas bekend. Dieter Arnold, die haar begraafplaats in de piramide van Dasjoer ontdekte, interpreteerde de naam als de koninginnentitel Chenemetneferhedjet (Verenigd met de witte kroon) en dacht dat de rituele vaas geen eigennaam vermeldde. Maar recent onderzoek vestigt er de aandacht op dat het niet gebruikelijk was om alleen de titel en niet de eigennaam te vermelden, in het bijzonder op de rituele voorwerpen van een grafkamer. Daarom is Chenemetneferhedjet waarschijnlijk de eigennaam van deze koningin.
Chenemetneferhedjet III was bijgezet in een versierde sarcofaag zonder inscripties. Men vond er het skelet in van een jonge vrouw van ongeveer 25. De begraafplaats was geplunderd.

## Titels
Chenemetneferhedjet III droeg de titels:
- Koninklijke vrouwe
- Lid van de elite
- Vrouwe van de twee landen